# City of Adelaide (Schiff)

HMS Carrick vertäut im River Clyde in Glasgow (Juli 1990)

Die City of Adelaide ist ein Klipper-Vollschiff in Kompositbauweise. Sie ist eines der beiden letzten erhaltenen Fahrzeuge ihrer Art. Zurzeit existiert das Museumsschiff nur als Hulk. Es bestehen Pläne, das Schiff in Australien zu restaurieren.

## Geschichte

### Fahrzeit
Die City of Adelaide wurde 1864 bei der Werft William Pile, Hay & Company in Sunderland für die Australien-Linienreederei Devitt & Moore gebaut. Das als Passagier- und Frachtschiff entworfene Klipper-Vollschiff wurde in Kompositbauweise ausgeführt. Seine Längsverbände und Spanten bestehen aus Eisen, sein Deck und seine Außenhaut des Schiffes aus Holz. Neben Passagieren beförderte die City of Adelaide alle Arten von Ladung von London und Plymouth nach Adelaide. Dabei absolvierte sie etwa einmal pro Jahr eine Weltumsegelung. Allerdings schaffte der Klipper die Reise von London nach Adelaide auch in der Rekordzeit von nur 65 Tagen. Die Ladung den Rückfahrten bestand häufig aus Wolle von Port Augusta. Nach 23 Reisen nach Südaustralien wurde das Schiff im Jahr 1877 zunächst aufgelegt und anschließend an Chas Mowll aus Dover verkauft. Dieser setzte es im Kohleverkehr zwischen Tyne und Themse ein. 1889 kaufte die Reederei Dixo & Son aus Belfast das Schiff, baute es zu einer Bark um und setzte es bis 1893 im Nordatlantikverkehr für den Transport von Bauholz ein, wobei in Großbritannien die Häfen Glasgow, Belfast und Dublin angelaufen wurden.

### Stationäre Nutzung
Im Jahr 1893 wurde das Schiff von der Stadt Southampton erworben, entmastet und zu einem schwimmenden Krankenhaus für Infektionskranke umgebaut, das bei Southampton auf dem River Test vor Anker lag. Um Licht in die Krankenstation im Zwischendeck zu bringen, wurden große Fenster in den Rumpf geschnitten. 1923 wurde das Schiff von der Admiralität gekauft. Um das Schiff nicht mit dem 1918 in Dienst gestellten Kreuzer HMAS Adelaide der Royal Australian Navy zu verwechseln, wurde die City of Adelaide nach der Überholung in Irvine in HMS Carrick umbenannt und in Irvine als vertäutes Schulschiff der Clyde Division der Royal Naval Volunteer Reserve (RNVR) genutzt. Später überführte man das Schiff zunächst als Naval Gunnery School HMS Carrick nach Greenock, wo es später von der Greenock Sub Division der Royal Naval Volunteer Reserve (RNVR) als Schulschiff genutzt wurde. Nach dem Ende des Zweiten Weltkrieges übertrug man es als Geschenk der britischen Admiralität an die Royal Naval Reserve (RNR), die das Schiff bis etwa 1990 als Offiziersheim und Hauptquartier in Glasgow nutzte.

### Musealer Werdegang
Im Jahr 1990 erhielt der Clyde Ship Trust die Carrick als Schenkung. An ihrem neuen Liegeplatz im Princess Dock in Glasgow sank sie kurz darauf und wurde erst nach etwa 13 Monaten gehoben. Das Scottish Maritime Museum übernahm die mastenlose Hulk im Januar 1992, um sie zu restaurieren. Erneut überführte man das Schiff nach Irvine, wo im September 1993 mit dem Ausbau der 1923 erfolgten Veränderungen begonnen wurde. Bei dem Versuch, das Schiff als originalgetreue City of Adelaide wiederherzustellen, konnte das Museum bis 1999 keine genügenden Mittel für die kostspielige Restaurierung aufbringen. Im Jahr 2000 strich die Verwaltung das Schiff daher aus der Liste "Maritimes Erbe". Man bot das Schiff daraufhin erfolglos einer Reihe von Museen zum Verkauf an. Erst als der endgültige Abbruch des traditionsreichen Schiffs zu befürchten war, gründete sich eine Gruppe von Unterstützern im australischen Adelaide, die das Ziel hat, die City of Adelaide nach Südaustralien zu bringen und zu restaurieren. Bis zum Jahr 2010 gelang es auch dort nicht, die nötigen Mittel zusammenzubringen. Nach einem letzten Verschrottungsaufschub im Frühjahr 2010 plant der Clipper Ship City of Adelaide Preservation Trust das Schiff zumindest zu konservieren. Ein Beschluss zum Transport von Schottland nach Adelaide wurde im August 2010 gefasst, nachdem die australische Regierung ein Gelände für ein Museum zur Verfügung gestellt hat. Der eigentliche Transport der City of Adelaide war ab 2011 geplant. 
Die Glaskünstlerin Ayako Tani schuf ein Kunstwerk mit dem Namen City of Adelaide, das vom Scottish Maritime Museum aufgekauft wurde.

### Transport nach Australien
- 2011: Die Laser-Vermessung des Schiffskörpers war die Voraussetzung für die passgenaue Konstruktion des Transportgestelles, mit dem das Schiff auf einen Ponton verschoben wurde und das den Schiffskörper auch während der Überführung nach Australien stützen sollte. Ende 2011 war die CAD-Konstruktion dieser Stützkonstruktion fertig.[5] Aufgebracht wurden diese Leistungen durch die großzügige Unterstützung von zwei dutzend Ingenieurbüros und der Firma One-Steel. Ebenfalls Ende 2011 wurden in Irvine die Voruntersuchungen hinsichtlich möglicher biologischer Gefahren, die durch die Einfuhr der Holzteile entstehen, durch Sachverständige des Australian Quarantine Inspection Service (AQIS) durchgeführt. Mitarbeiter vieler australischer Firmen spendeten ihre Arbeitszeit, um die Einzelteile des Transportgestelles zu fertigen, die schließlich im November und Dezember 2011 vollzählig in Containern verpackt in Irvine ankamen.[5]

- 2012: Das Transportgestell wurde im Februar bis März in Irvine in der Nähe des Schiffes für die Probebelastung und die technische Abnahme (Certification) aufgebaut, danach wieder zerlegt und Stück für Stück unter dem Schiff wieder aufgebaut.[5] Als erstes Stück des Schiffes erreichte im Dezember 2012 das hölzerne Steuerruder in der Stadt Adelaide Australischen Boden.[6] Das wurde als deutliches Zeichen gewertet, dass alle wesentlichen Hürden für den Transport des gesamten Schiffes überwunden waren.

- 2013: Am 7. April 2013 waren alle großen Hauptträger des Transportgestelles unter dem Schiff miteinander verschraubt, die seitlichen Fachwerksträger nur zum Teil aufgebaut.[5] Nachdem das Schiff am 6. September 2013 auf die Clipper Ship City of Adelaide übertragen wurde, folgte am 8. September das Aufschwimmen.[7][8]

- 2014: Am 3. Februar 2014 traf die City of Adelaide an Bord des Schwergutschiffes Palanpur der Reederei Harren & Partner im Hafen von Adelaide ein.[9]